# Bat Motor Manufacturing Company

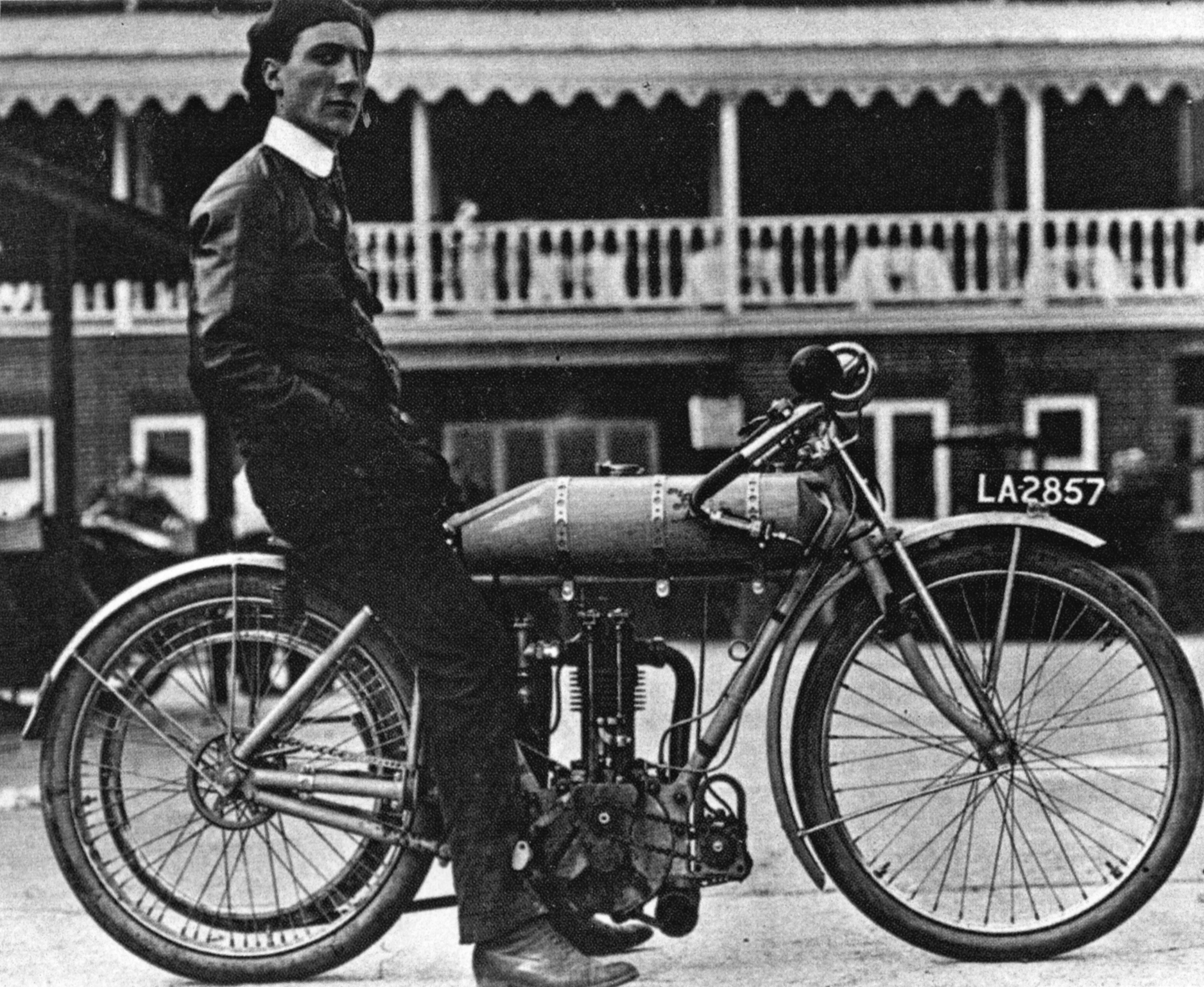
Bat von 1910

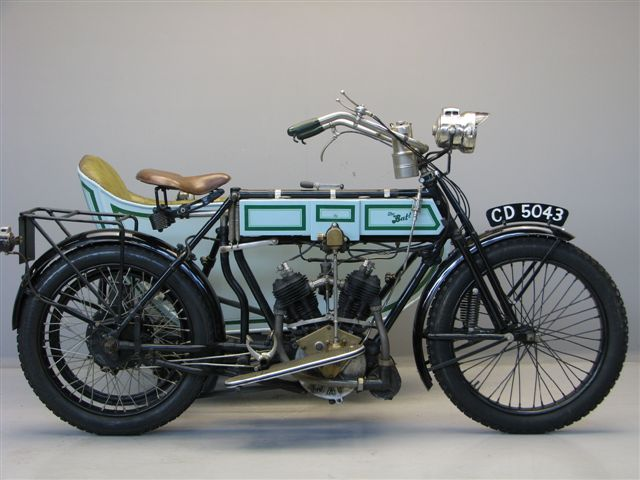
Bat von 1912

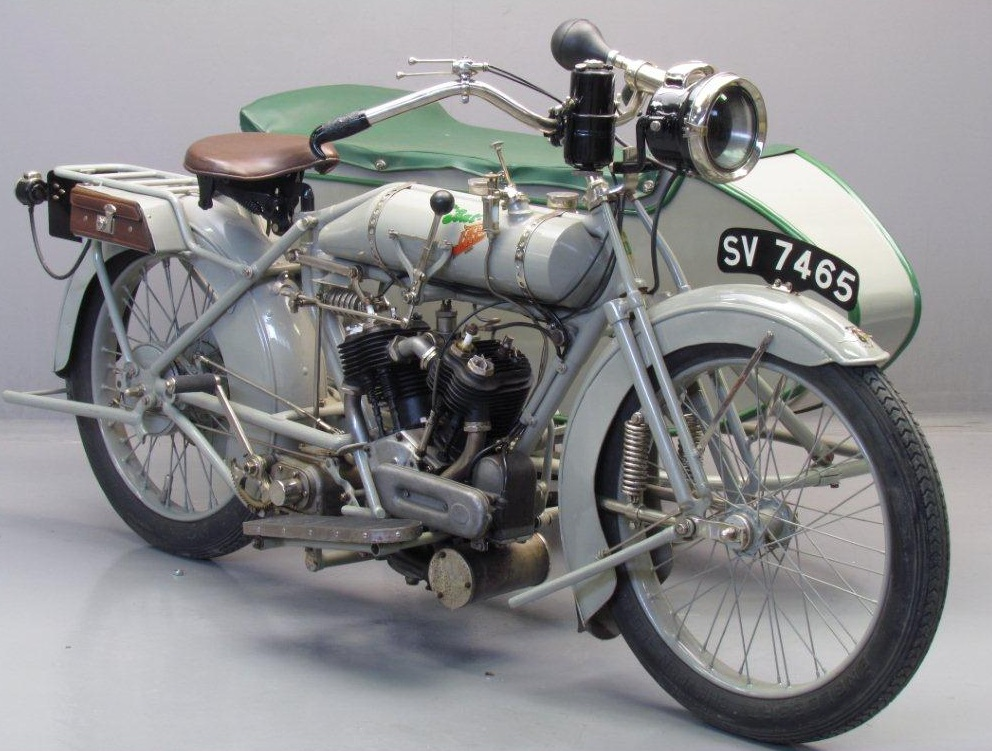
Bat von 1920

Bat Motor Manufacturing Company Limited war ein britischer Hersteller von Automobilen und Motorrädern.

## Unternehmensgeschichte
Samuel Robert Batson gründete 1902 das Unternehmen im Londoner Stadtteil Penge und begann mit der Produktion von Motorrädern. 1903 oder 1904 ergänzten Automobile das Sortiment. Der Markenname lautete Bat. T. H. Tessier übernahm 1904 das Unternehmen. 1909 endete die Automobil- und 1924 die Motorradproduktion.

## Automobile
Im Angebot standen zunächst Tricars. Dies waren Dreiräder mit einem einzelnen Hinterrad. Zwischen den Vorderrad war ein Sitz für einen Passagier montiert. Ein Einzylindermotor mit wahlweise 3 PS oder 6 PS Leistung war tief im Rahmen montiert und trieb das Hinterrad an. 1904 wurde das Aussehen etwas in Richtung Automobil verändert. So hatte der Fahrer nun einen richtigen Sitz anstelle eines Motorradsattels. Der Frontsitz war von Holz umgeben und mehr in das Fahrzeug integriert. Ein Zweizylindermotor von den Fafnir-Werken mit 6 PS Leistung trieb das Fahrzeug an.
1909 erschien das Modell Carcycle. Es ähnelte einem Motorrad mit Seitenwagen, verfügte allerdings über vier Räder, von denen die beiden vorderen lenkbar waren.